# Stagonosuchus
Stagonosuchus — вимерлий рід лоріканів або, можливо, вид Prestosuchus. Скам'янілості були знайдені в пізньому тріасовому утворенні Манда в Танзанії, які мають анізійський вік.
На відміну від інших рауїсухіїв, які мають помітний виступ на клубовій кістці, який називається надвертлюжною опорою, що покриває стегнову кістку, стагоносух має лише невелике потовщення на поверхні кістки. У Stagonosuchus лобок широкий і схожий на пластину, тоді як в інших пологів він вужчий і може мати помітну «ступню», як у деяких тероподних динозаврів.
Центри хребців певною мірою звужені, хоча не так сильно, як у інших рауїсухій, таких як Saurosuchus. У хребцях нервові канали (крізь які проходив би спинний мозок) поширюються в центр, утворюючи глибокі увігнутості. Широке з’єднання між гіпосфеною та гіпантрумом у послідовних хребцях перешкоджало будь-якому бічному руху хребта. Невеликий додатковий нейронний хребет виступає біля більшого головного хребта, можливо, як додаткове кріплення для кріплення зв’язок. Stagonosuchus також має багато пластинок або кісткових хребтів на хребцях.